# 4-雄烯-3,6,17-三酮
4-雄烯-3,6,17-三酮（英語：4-Androstene-3,6,17-trione）是一种營養補充品和药物，能提高体内雄激素/雌激素的比例，被世界反運動禁藥機構禁止使用，可在尿检中发现。